# Убийство Эшли Бэббит
Убийство Эшли Бэббит — событие, произошедшее 6 января 2021 года во время штурма Капитолия. Офицер полиции Капитолия Майкл Бёрд застрелил Эшли, участницу беспорядков, когда она ломала забаррикадированную дверь, ведущую в вестибюль спикера, где находились эвакуированные члены Палаты представителей США.

## Личность погибшей
Эшли Бэббит родилась в 1985 году в Сан-Диего (штат Калифорния), двенадцать лет служила в ВВС США с 2004 года, в 2010 году поступила на службу в ВВС Национальной гвардии, летала в командировки в Афганистан, Ирак, Кувейт и Катар, достигла звания старшего летчика.
Бэббит была сторонницей Дональда Трампа и конспиратора Лина Вуда. Перед отлётом в Вашингтон Бэббит ретвитнула призыв Вуда к главному судье Верховного суда США Джону Робертсу уйти в отставку и обвинила вице-президента Майка Пенса в государственной измене под ником @CommonAshSense в Твиттере. 5 января 2021 года, за день до штурма Капитолия, Бэббит ретвитнула:
Ничто не может нас остановить… они могут пытаться и пытаться, но буря уже здесь, и она обрушивается на округ Колумбия менее чем за 24 часа… от темноты до света…

«Буря» — термин, используемый теорией заговора QAnon, сторонники которой считают, что клика сатанистов, педофилов и каннибалов управляет глобальной сетью торговли детьми в целях сексуальной эксплуатации и тайно борется против Дональда Трампа, пока тот находится в должности президента. Центральное убеждение членов QAnon состоит в том, что Трамп планировал масштабную операцию против клики с массовыми арестами тысяч злоумышленников, которые должны были состояться в день, известный как «Буря». Бэббит была последовательницей QAnon.

## Развитие событий

### Штурм Капитолия
Дополнительная информация: Хронология нападения на Капитолий США в 2021 году и реакция правоохранительных органов на нападение на Капитолий США в 2021 году.
Этот раздел представляет собой отрывок из книги «Попытки отменить президентские выборы в США в 2020 году».
Начиная с декабря, Трамп неоднократно призывал своих сторонников к протестам в Вашингтоне 6 января для поддержки его кампании по отмене результатов выборов. Убеждённые трамписты в тот день устроили в Вашингтоне несколько митингов. Некоторые из них возглавляли союзники Трампа Джордж Пападопулос и Роджер Стоун. В дополнение к официально организованным мероприятиям Proud Boys, другие ультраправые группы и сторонники превосходства белых угрожали высадиться в Вашингтоне 6 января и устроить насилие с примемением оружия. Лидер Proud Boys Энрике Таррио заявил, что его последователи «анонимно распределятся по центру округа Колумбия небольшими группами».
Пока шёл подсчёт голосов, Трамп выступил с речью к сторонникам, призывающей их пройти маршем к Капитолию. Многие из них решились на это, впоследствии смешавшись с другими протестующими, уже собравшимися в районе столицы, прорвали заграждения Капитолия и проникли в зал Сената и другие офисы здания. Работа Конгресса приостановилась, чиновники, включая Пенса и Пелоси, были эвакуированы в безопасные места.
Мятежники заняли пустой зал Сената, в то время как федеральные правоохранительные органы защищали эвакуированный этаж Палаты представителей.

### Стрельба у вестибюля спикера
В 14:44 американские силовики пытались защитить баррикады перед Палатой представителей и укрывшихся там сотрудников Конгресса. Были обнаружены самодельные бомбы, полицейские Капитолия были предупреждены о вооружённости некоторых нападавших.
Трое офицеров в форме были размещены у вестибюля спикера, рядом с залами Палаты представителей, где им угрожала толпа бунтовщиков. Кто-то из толпы закричал: «Долой синих!», — намекая на цвет полицейской формы. Один офицер, охранявший дверь, сказал остальным: «Они готовы к прорыву», и трое офицеров отошли от двери. Полиция перестала препятствовать массе, один протестующий, Закари Джордан Алам, разбил стеклянное окно, ведущее в вестибюль спикера. Митингующих предупредили, чтобы она не лезла в пролом: один свидетель вспомнил, что несколько правоохранителей кричали: «Назад! Спускайтесь! Убирайтесь с дороги!»
Когда законодателей эвакуировала полиция Капитолия, Бэббит попыталась пролезть через разбитое окно забаррикадированной двери и была ранена в шею и плечо лейтенантом полиции Капитолия Майклом Бердом. От полученных травм Эшли скончалась в больнице.
Член Палаты Представителей республиканец Маркуэйн Маллин, свидетель попытки проникновения Бэббит, сказал, что у полиции Капитолия «не было другого выбора», кроме как стрелять, и что это действие «спасло жизни людей».
Стрельба была записана на несколько камер, записи получили большую огласку. Джон Эрл Салливан, снявший видео со стрельбой, впоследствии был арестован за участие в нападении.

## Последствия

### Реакции
Ультраправые экстремисты, правые СМИ и многие республиканцы Конгресса считают Эшли Бэббит мученицей и патриоткой США. Случай с Эшли Бэббит сравнивают с гибелью Хорста Весселя и убийством Джорджа Флойда. Бывший президент Трамп записал видеообращение, в котором утверждалось, что «не было причин, из-за которых Эшли должна была лишиться жизни в тот день. Мы все должны требовать справедливости для Эшли и её семьи». Президент России Владимир Путин осудил расстрел Эшли Бэббит, назвав его убийством.

### Расследование
После инцидента Столичное управление полиции округа Колумбия и Министерство юстиции США расследовали смерть Бэббит и пришли к выводу, что стрельба была «законной и соответствовала политике Департамента». Стрелявший в Эшли Бэббит полицейский после того, как с него сняли обвинения, в интервью NBC News представился как лейтенант полиции Капитолия Майкл Бёрд. Он сказал, что его имя ранее упоминалось в правых СМИ и на онлайн-форумах, и ему поступали расистские оскорбления и угрозы расправой.